# Canale delle Moline
Le canale delle Molline ou canal des moulins, est un canal artificiel de la province de Bologne en Italie du nord.

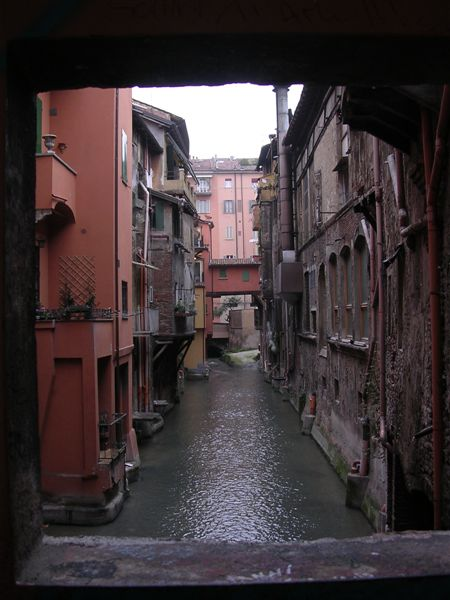
Le Canale delle Moline, confluence du Canale di Savena et du torrent Aposa, au centre de Bologne.

## Géographie
C’est la suite du canale di Reno, qui poursuit le long de Via Riva Reno, traverse Via Indipendenza, longe Via Augusto Righi et Via della Moline (où, entre les maisons, est encore à découvert et peut être visible de quelques points d'observation) via del Pallone, longe la Montagnola et la gare et se mêle au Cavaticcio, en via Bovi Campeggi, en localité « La Bova ».
Dépassant la ceinture des avenues de ceinture (les antiques murailles) il s’unit aux eaux provenant de l'Aposa et du canale di Savena pour dévier à l’ouest et se jeter dans le port Navile à l’écluse de la Bova.
Même ce canal est presque complètement couvert sauf des petits tracés visibles depuis un jardin suspendu dans la via Capo di Lucca et d'une lucarne en via Piella.

## Économie
Le Canal delle Moline, a 9 chutes d’eau, qui servent à augmenter la force énergétique. En effet du Moyen Âge jusqu'à il y a quelques années, toute l'économie bolonaise avait en ce Canal la source prédominante d'énergie pour faire fonctionner des machines hydrauliques sophistiquées : moulins à grain et autres matières, scieries, martinets de forge, tréfilerie, pilage du riz, papeterie, métiers mécaniques, cylindrage du feutre, tissage de la soie, laverie et tanneries.
Pour pouvoir étendre l'aire industrielle, des conduites étaient dérivées qui, par un réseau dense, s'étendaient aux côtés ou au centre des voies citadines. De ces conduites, dérivaient des conduits secondaires, en mesure de satisfaire chaque type d'usage.
L'eau destinée à produire de l'énergie était, cependant, introduite en conduites forcées, qui en augmentaient la pression. Une fois utilisée, l'eau était recueillie et remise, plus en aval, dans un des canaux ou dans une conduite. 
Jusqu'à l'Unité de l’Italie, Bologne était plus semblable à Venise qu'à la ville actuelle : chaque route avait son cours d'eau, plus ou moins imposant, et ponts ou passerelles pour le traverser

### le canal
Le canal des moulins était une véritable conduite forcée qui disposait de 9 sauts en correspondances desquels se trouvaient à gauche et à droite les roues hydrauliques. 
Les vannes transversales et une séparation longitudinale, d’une dizaine de mètres, transformant le canal en unes conduite forcée à double course. L'eau pouvait venir conjointement à la fois à droite et  à gauche en assurant, en période de sécheresse, la puissance nécessaire pour actionner les pesantes machines des 15 moulins.

### les moulins à grain
Au nombre de 15, les moulins de grain, sont les vrais protagonistes de la révolution énergétique qui avait contribué, à la fin du XIIe siècle à faire de Bologne une métropole européenne. Les moulins à grain, propriété de la commune, étaient tous concentrés sur le Canale delle moline et devaient assurer une capacité élevée de production de farine correspondante au besoin urbain. En effet au XIVe siècle, pour une population de plus de 60 000 habitants, les boulangers utilisaient environ 265 corbe de farine par jour, chaque installation est pourvue d’une roue verticale de grande dimension, externe à l’édifice, dont le fonctionnement ne pouvait être garanti qu’avec un flux d'eau abondant et bien régulier.
Les 15 moulins pouvaient moudre environ 700 corbe de farine, on pouvait moudre pour satisfaire la demande des boulangers et les privés, mais leur demande n’allait pas de pair avec la consommation à cause d'un fait dont il faut tenir compte : ils n'existaient pas de technique en mesure de garantir de la conservation de la farine ; d’où l'impossibilité de programmer la mouture en la concentrant dans les périodes plus favorables du point de vue l’energie, c'est-à-dire dans la période, d’environ 7 mois, où les rivières fournissent assez d’eau.

### Filage de la soie
La soie fut introduite à Bologne, en 1272, par un habitant de Lucques, cité de Toscane spécialisée dans le tissage (voir Histoire de la soie).
À la fin  du XVIIe siècle il existait 119 moulins à soie actionnés par plus de 350 roues hydrauliques utilisées pour le filage de la soie. La plus grande concentration de moteurs hydrauliques d’Europe, rendue possible par la présence de conduites forcées maçonnées, exploitant la pente du terrain (30 m du pied de la colline à la plaine) qui portaient l’eau des canaux dans les sous-sols des ateliers et actionnait les roues à aubes.
Les métiers à filer la soie (dévidoir à soie) en usage à Bologne, dit à la bolonaise, possédaient trois caractéristiques essentiels qui les différenciaient nettement des autres actionnés à la main ; en effet ils étaient actionnés par une roue verticale à aubes de basse puissance, installée dans la cave de l'édifice, pour laquelle suffisait un flux d’eau réduit, dérivé du canal au moyen d’une conduite appelée  chiavica  (égout).
La réalisation de ce réseau énergétique donna une formidable impulsion au développement de la soierie. Ainsi, Bologne a été pour des siècles la cité de la soie, une grande cité industrielle qui, à la fin du XVIIe siècle faisait vivre environ 20 000 personnes sur 60 000 habitants. Ses fils de soie s’exportaient sur les grands marchés internationaux, en France, Flandre, Allemagne, Angleterre et l’Orient par le canale Navile et vendus aux Doges de Venise ou échangés contre des épices et du sel, véritable richesse pour une cité dont la seconde activité était le traitement de la viande porcine.

### Les scies hydrauliques

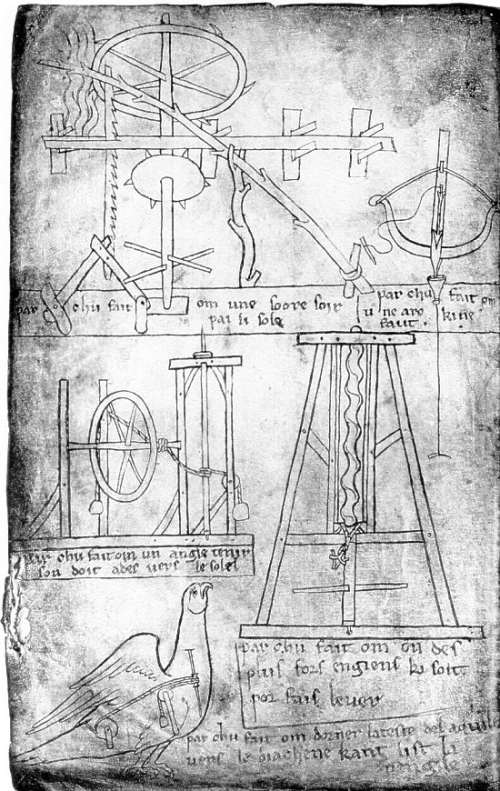
feuillet 44 du carnet de Villard de Honnecpourt

Les premières représentations de cette machine se trouvent au folio 44 du carnet de Villard de Honnecourt, maître d'œuvre du XIIIe siècle.
Une roue à aubes entrainait un axe pourvu de cames, celles-ci appuyaient sur un bras relié à une scie. L’autre extrémité de la scie était fixée à une perche flexible qui faisait office de ressort pour le retour. Un autre mécanisme, relié aussi à l'arbre moteur, faisait avancer le tronc à scier.

### Les martinets
Suivant le même principe que la scie hydraulique et du jeu de cames (invention qui remonte à l'école d'Alexandrie aux IVe et IIIe siècles av. J.-C.) une masse ou martinet frappait les objets à travailler placés sur une enclume. Ce système servait surtout pour le forgeage ou le tannage.